# Kay T. Gainacopulus
Kay T. Gainacopulus (* 1939) ist ein US-amerikanischer Saxophonist, Musikpädagoge, Arrangeur und Komponist.
Gainacopulos studierte an der Lawrence University, am Peabody Conservatory und an der Indiana University, wo er Saxophonunterricht bei Eugene Rousseau und Klarinettenunterricht bei Clark Brody, Ignatius Gennusa, Bernard Portnoy und Searl Pickett hatte. Er unterrichtete am College of St. Teresa, dem Whitman College und dem St. Norbert College und ist Professor für Klarinette und Saxophon sowie Direktor des Music Merchandising Program an der University of Wisconsin-Oshkosh. 
Daneben war Gainacopulus Erster Klarinettist des Honolulu Symphony Orchestra, des Chicago Civic Orchestra und zweier Army Bands. Als Komponist wurde er vor allem mit Bearbeitungen klassischer Werke für Saxophonorchester bekannt.

## Quelle
- Alliance Publications, Inc. - G - Gainacopulus, Kay (Memento vom 30. September 2013 im Internet Archive)

| Personendaten    | Personendaten                                                         |
| ---------------- | --------------------------------------------------------------------- |
| NAME             | Gainacopulus, Kay T.                                                  |
| KURZBESCHREIBUNG | US-amerikanischer Saxophonist, Musikpädagoge, Komponist und Arrangeur |
| GEBURTSDATUM     | 1939                                                                  |